# Apristurus riveri
Apristurus riveri es una especie de peces de la familia Scyliorhinidae en el orden de los Carcharhiniformes.

## Morfología
Los machos pueden llegar alcanzar los 46 cm de longitud total y las hembras los 41 cm.

## Reproducción
Es ovíparo.

## Distribución geográfica
Se encuentra en las  costas de Colombia, Cuba, República Dominicana, Honduras, México, Panamá, Estados Unidos (Alabama, Florida y Misisipi) y Venezuela.